# ورزشگاه فرانسیسکو دل لا هرا
ورزشگاه فرانسیسکو دل لا هرا (به اسپانیایی: Estadio Francisco de la Hera) با ظرفیت ۱۱٬۰۰۰ نفر یکی از ورزشگاه‌های فوتبال کشور اسپانیا است که در شهر آلمندرالخو ایالت اکسترمادورا واقع شده‌است. این ورزشگاه در سال ۱۹۹۶ بازگشایی شد و در حال حاضر بازی‌های خانگی باشگاه فوتبال اکسترمادورا در آن برگزار می‌گردد.